# Manuel Ponce
Manuel Maria Ponce Cuéllar (født 8. december 1882 i Fresnillo, Zacatecas, Mexico - død 24. april 1948 i Mexico City, Mexico) var en mexicansk komponist.
Ponce studerede på Conservatorio Nacional de Música, og derefter tog han i 1904 til Italien for at studere på Liceo Musicale di Bologna. I 1906 tog han til Berlin i Tyskland og studerede på Stern'sches Konservatorium til 1908.
Ponce har komponeret guitarværker, klaverværker, orkesterværker, koncertmusik og kammermusik.
Han komponerede i senromantisk stil med masser af nationale folkloreaspekter i sin musik.

## Udvalgte værker
- "Sydlig koncert" (1941) – for guitar og orkester
- "Romantisk koncert (1910) – for klaver og orkester
- "Elegisk digtning" (1935) – for orkester
- "Ferial" "(Retfærdighed)" (1940) (Symfonisk digtning) – for orkester
- Violinkoncert (1943) - for violin og orkester
- Sonate "Mexicansk" (1925) - for guitar
- "Varieret tema og finale" (1926) - for guitar
- Sonate "Klassisk" (1928) - for guitar
- Sonate "Romantisk" (1928) - for guitar
- Mexicansk ballade (1914) - for klaver
- "Lille stjerne" (1912) - sang